# Тарнавський Мар'ян Гнатович
Мар'ян Гнатович Тарна́вський (нар. 21 січня 1931, Завада — пом. 24 листопада 2006, Львів) — український художник декоративного скла і живописець; заслужений художник УРСР з 1983 року, член Спілки художників України з 1964 року.

## Біографія
Народився 21 січня 1931 року в селі Заваді (тепер Мостиський район Львівської області, Україна). У 1961—1967 роках працював на Львівській кераміко-скульптурній фабриці Художнього фонду УРСР технологом склоцеху. У 1971 році закінчив Львівський інститут прикладного та декоративного мистецтва, де навчався у Д. Крвавича, Я. Запаска, П. Жолтовського. Від 1979 року — художник скла; від 1989 року — завідувач кафедри художнього скла Львівського інституту прикладного та декоративного мистецтва; у 1992—2001 роках — професор архівного відділу Львівського аграрарного університету. Помер у Львові 24 листопада 2006 року.

## Вироби
Розвивав традиції гутництва. Серед робіт:
- «Кобзар» (1964);
- «Безталанна» (1964);
- набір «Пінгвін» (1967);
- набір для лікеру «Веселка» (1967);
- посуд «Тур» (1967);
- посудина «Барило» (1968);
- набір для напоїв «Старий Львів» (1969);
- декоративний посуд «Лев» (1971);
- декоративний посуд «Львів» (1971);
- свічник «Півень» (1971);
- набір «Вишневий» (1974);
- вітраж «Пори року» (1974, санаторій «Південний» у Трускавці);
- скульптура «Ялинка» (1975);
- ваза «Червона калина» (1975);
- ваза «Карпатський струмок» (1978);
- декоративні люстри (1980, готель «Суми» у Сумах);
- театральні люстри (1982, 1984, 1986);
- оформлення інтер'єру Палацу культури «Кристал» у Новояворівську;
- просторова композиція в актовому залі Львівського університету;
- серія виробів з гутного скла (1980—1991).

Вироби зберігаються в Львівському музеї етнографії та художнього промислу, Київському музеї українського народного декоративного мистецтва та інших музеях.